# رسالة مفتوحة تطلب من شي جين بينغ الاستقالة

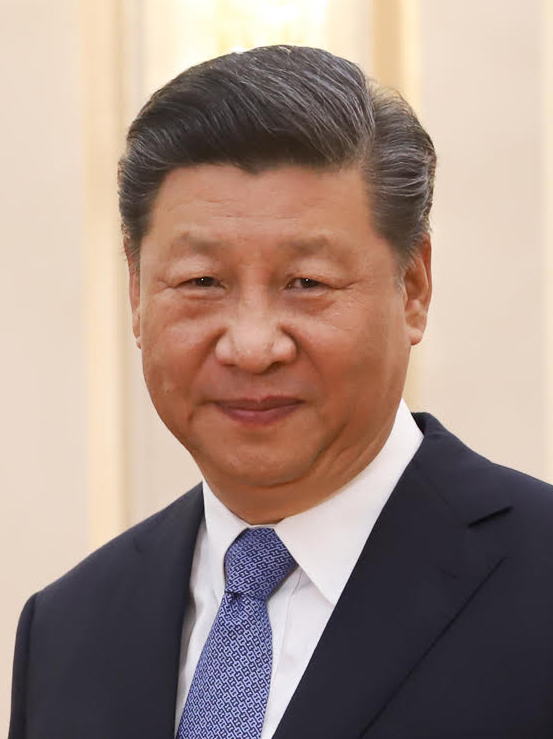
لوصف:الأمين العام للحزب الشيوعي الصيني، شي جين بينغ خلال لقاء عقد في بالاسيو دو بلانالتو البرازيلي مع نائب الرئيس البرازيلي هاملتون موراو

رسالة مفتوحة تطلب من شي جين بينغ الاستقالة يُزعم أنهم من «أعضاء موالين للحزب الشيوعي» ولم يتم تسميتهم، أدت هذه الرسالة إلى اعتقال عشرات المواطنين الصينيين، بمن فيهم (مؤقتًا) ستة من أقارب اثنين من المنشقين في الخارج.

## خلفية
يتم تنظيم وسائل الإعلام الصينية بشكل كبير. غالبًا ما تزيل الرقابة الحكومية المحتوى على مواقع الويب ووسائل التواصل الاجتماعي. بحلول عام 2015 كان في الصين 49 صحفيًا خلف القضبان، وفقًا للجنة حماية الصحفيين صنفت منظمة فريدوم هاوس البلاد على أنها أسوأ منتهكي حرية الإنترنت في العالم. في فبراير 2016 زار شي جين بينغ وسائل الإعلام الحكومية في جولة يُنظر إليها على نطاق واسع على أنها محاولة لجلب الصحفيين إلى الحزب وقمع حرية التعبير. شهد أوائل عام 2016 سلسلة من حوادث الرقابة المعلنة وقمع الصحفيين والمحامين والمعارضين.
في السنوات الأخيرة، احتجزت الصين أقارب الكتاب المعارضين الذين يعيشون في الخارج للضغط على الكتاب للرقابة الذاتية.

## النشر
الرسالة المفتوحة التي تطالب شي الاستقالة من منصب الأمين العام في الحزب الشيوعي الصيني (يمثل الزعيم الأعلى وزعيم الحزب)، نُشرت لأول مرة على شبكة كانيو. أعادت وسائل الإعلام الأخرى نشرها، وعلى الأخص بواسطة واتشينغ تشاينا المرتبطة بالدولة (المعروفة أيضًا باسم أخبار ووجي)، ولكن سرعان ما تم حذفها من المنصة الصينية، تتهم الرسالة السيد شي بأنه ديكتاتور وارتكاب أخطاء اقتصادية ودبلوماسية خطيرة. يدعي المؤلفان أنهم يكتبون الرسالة بدافع القلق على السلامة الشخصية" لشي وعائلته والتي قد تكون تهديدًا ضمنيًا. تتكهن صحيفة وول ستريت جورنال بأن الرسالة المفتوحة ربما تكون قد صاغها بالفعل المطلعون غير الراضين داخل الحزب الشيوعي الحاكم، على عكس البيانات النموذجية للمعارضين، تستخدم الرسالة المصطلحات الحزبية ولا تحتوي على أي دعوة لإصلاح ديمقراطي كبير. وافق البروفيسور شياو تشيانغ من جامعة كاليفورنيا بيركلي على أن الصياغة غير عادية: "خادعة أو صحيحة، هذه النغمة تبدو أشبه بمدبري الانقلاب الذين يتحدثون إلى القائد الذي يريدون عزله، وليس خطابًا مفتوحًا بآراء سياسية معارضة". من ناحية أخرى قد تكون الرسالة حيلة معقدة، ولا يوجد دليل مستقل على أي مؤامرة انقلاب.

## مقتطف من الرسالة
على الجبهة الثقافية والأيديولوجية، أكدتم (شي جين بينغ) على «الإعلام الحزبي» -حملة رسمية لجعل جميع وسائل الإعلام تلتزم بخط الحزب-، وتجاهلت الجانب المتعلق بالمواطن في وسائل الإعلام، مما أدى إلى إذهال الأمة بأكملها، لقد دعمت... الأشخاص ذوي المستوى المنخفض ليصبحوا ممثلينا الأدبيين، مما خيب آمال العمال في العالم الأدبي الأكبر، لقد تغاضت عن الوحدات الثقافية في الترديد المباشر لمديحك، تولت شقيقة زوجتك بينغ ليوان مهام الإنتاج في سي سي تي في، مما جعل برنامج الجميع المحبوب والمتوقع يصبح أداة الدعاية الشخصية الخاصة بك. تغاضيك عن عبادة الشخصية، وعدم السماح «بآراء متهورة للقيادة المركزية»، وخلق طريقة «حزب الصوت الواحد» - أولئك الذين مروا بالثورة الثقافية لا يسعهم إلا الشعور بالقلق سرًا - حزبنا وبلدنا لا يمكن للمواطنين فيه أن يمروا بكارثة أخرى مدتها 10 سنوات!.

## استجابة الحكومة
اعتقل كاتب العمود الصيني البارز جيا جيا لمدة عشرة أيام. صرح تشانغ بينغ وهو كاتب صيني ليبرالي يعيش في ألمانيا، أن شقيقين صغيرين وأخته الصغرى قد «اختطفتهم الشرطة الصينية» بعد أن انتقد تشانغ اعتقال جيا. كما احتجزت الحكومة والدا وشقيقه الأصغر لكاتب صيني ليبرالي آخر اسمه وين يون تشاو، الذي يعيش في الولايات المتحدة. ينكر الكتاب الثلاثة أي تورط في الرسالة المفتوحة. في 30 مارس 2016 ذكرت دويتشه فيله أنه تم الإفراج عن جميع أقارب المعارضين المحتجزين.
كما تم اعتقال أويانغ هونغ ليانغ رئيس منصة واتشينغ وفقًا لهيئة الإذاعة البريطانية، وذكر أحد أعضاء فريق المراقبة أن ما لا يقل عن 15 شخصًا آخر يعملون في المنصة أو شركة تكنولوجيا مرتبطة بها قد «اعتقلوا». أثار التقرير الذي يفيد بأن عشرة من الموظفين المحتجزين يعملون لصالح شركة التكنولوجيا تكهنات بأنه ربما تم نشر الرسالة على موقع المشاهدة بواسطة أحد المتطفلين، أو بدلاً من ذلك عن طريق نوع من برامج الزحف على الويب التي تعيد نشر المحتوى.